# Sutherland Ø
Sutherland Ø är en ö i Grönland (Kungariket Danmark).   Den ligger i kommunen Qaasuitsup, i den nordvästra delen av Grönland, 1 700 km nordväst om huvudstaden Nuuk.